# Mistrovství Evropy v krasobruslení 2007
Mistrovství Evropy v krasobruslení 2007 hostila polská Varšava ve dnech 22. ledna až 28. ledna.

## Výsledky

### Sportovní dvojice
- SP – krátký program
- FS – Volné jízdy

| *  | Sportovec                              | Stát           | Body celkem | SP | FS |
| -- | -------------------------------------- | -------------- | ----------- | -- | -- |
| 1  | Aljona Savčenková / Robin Szolkowy     | Německo        | 199.39      | 1  | 1  |
| 2  | Maria Petrova / Alexei Tikhonov        | Rusko          | 179.61      | 2  | 2  |
| 3  | Dorota Siudek / Mariusz Siudek         | Polsko         | 170.91      | 3  | 3  |
| 4  | Julia Obertas / Sergei Slavnov         | Rusko          | 156.96      | 4  | 5  |
| 5  | Tatiana Volosozhar / Stanislav Morozov | Ukrajina       | 155.35      | 5  | 4  |
| 6  | Elena Efaieva / Alexei Menshikov       | Rusko          | 141.05      | 7  | 6  |
| 7  | Mari Vartmann / Florian Just           | Německo        | 132.76      | 6  | 9  |
| 8  | Marylin Pla / Yannick Bonheur          | Francie        | 130.67      | 12 | 7  |
| 9  | Laura Magitteri / Ondřej Hotárek       | Itálie         | 130.15      | 9  | 8  |
| 10 | Dominika Piatkowska / Dmitri Khromin   | Polsko         | 122.98      | 8  | 11 |
| 11 | Stacey Kemp / David King               | Velká Británie | 121.06      | 13 | 10 |
| 12 | Rebecca Handke / Daniel Wende          | Německo        | 119.25      | 10 | 13 |
| 13 | Adeline Canac / Maxima Coia            | Francie        | 118.90      | 11 | 12 |
| 14 | Diana Rennik / Aleksei Saks            | Estonsko       | 115.54      | 14 | 14 |

### Muži
| *            | Sportovec            | Stát           | Body Celkem | SP | FS |
| ------------ | -------------------- | -------------- | ----------- | -- | -- |
| 1            | Brian Joubert        | Francie        | 227.12      | 2  | 1  |
| 2            | Tomáš Verner         | Česko          | 212.69      | 1  | 3  |
| 3            | Kevin Van Der Perren | Belgie         | 204.85      | 4  | 2  |
| 4            | Sergei Davydov       | Bělorusko      | 204.78      | 3  | 4  |
| 5            | Andrei Lutai         | Rusko          | 200.54      | 5  | 6  |
| 6            | Alban Preaubert      | Francie        | 199.95      | 6  | 5  |
| 7            | Karel Zelenka        | Itálie         | 191.73      | 8  | 7  |
| 8            | Jamal Othman         | Švýcarsko      | 182.14      | 11 | 10 |
| 9            | Gregor Urbas         | Slovinsko      | 181.07      | 12 | 9  |
| 10           | Kristoffer Berntsson | Švédsko        | 177.54      | 7  | 11 |
| 11           | Stefan Lindemann     | Německo        | 176.17      | 17 | 8  |
| 12           | Yannick Ponsero      | Francie        | 172.27      | 10 | 13 |
| 13           | Anton Kovalevski     | Ukrajina       | 172.01      | 9  | 15 |
| 14           | Moris Pfeifhofer     | Švýcarsko      | 163.08      | 14 | 16 |
| 15           | Philipp Tischendorf  | Německo        | 162.94      | 16 | 14 |
| 16           | Andrei Griazev       | Rusko          | 162.23      | 13 | 17 |
| 17           | Igor Macypura        | Slovensko      | 159.61      | 20 | 12 |
| 18           | Sergei Dobrin        | Rusko          | 153.70      | 15 | 19 |
| 19           | Pavel Kaška          | Česko          | 145.89      | 21 | 18 |
| 20           | Przemyslaw Domanski  | Polsko         | 138.67      | 24 | 20 |
| 21           | John Hamer           | Velká Británie | 136.47      | 18 | 21 |
| 22           | Boris Martinec       | Chorvatsko     | 134.00      | 19 | 22 |
| 23           | Ari-Pekka Nurmenkari | Finsko         | 128.08      | 22 | 23 |
| 24           | Sergei Kotov         | Izrael         | 124.90      | 23 | 24 |
| Nepostoupili |                      |                |             |    |    |
| 25           | Alper Ucar           | Turecko        | 42.16       | 25 |    |
| 26           | Michael Chrolenko    | Norsko         | 42.13       | 26 |    |
| 27           | Manuel Koll          | Rakousko       | 42.00       | 27 |    |
| 28           | Javier Fernández     | Španělsko      | 41.73       | 28 |    |
| 29           | Adrian Matei         | Rumunsko       | 41.38       | 29 |    |
| 30           | Naiden Borichev      | Bulharsko      | 40.48       | 30 |    |
| 31           | Ivan Blagov          | Ázerbájdžán    | 39.46       | 31 |    |
| 32           | Zoltán Kelemen       | Rumunsko       | 32.70       | 32 |    |

### Taneční páry
| *            | Sportovec                                          | Stát           | Celkové body | CD | OD | FD |
| ------------ | -------------------------------------------------- | -------------- | ------------ | -- | -- | -- |
| 1            | Isabelle Delobel / Olivier Schoenfelder            | Francie        | 199.47       | 1  | 1  | 2  |
| 2            | Oksana Domnina / Maxim Shabalin                    | Rusko          | 199.16       | 2  | 2  | 1  |
| 3            | Albena Denkova / Maxim Staviski                    | Bulharsko      | 193.73       | 3  | 3  | 3  |
| 4            | Jana Khokhlova / Sergei Novitski                   | Rusko          | 175.76       | 5  | 4  | 4  |
| 5            | Sinead Kerr / John Kerr                            | Velká Británie | 171.90       | 6  | 6  | 5  |
| 6            | Federica Faiella / Massimo Scali                   | Itálie         | 170.26       | 4  | 5  | 6  |
| 7            | Kristin Fraser / Igor Lukanin                      | Ázerbájdžán    | 157.63       | 8  | 9  | 7  |
| 8            | Anna Cappellini / Luca Lanotte                     | Itálie         | 155.28       | 9  | 8  | 11 |
| 9            | Pernelle Carron / Mathieu Jost                     | Francie        | 152.47       | 14 | 10 | 8  |
| 10           | Anna Zadorozhniuk / Sergei Verbillo                | Ukrajina       | 149.62       | 10 | 12 | 9  |
| 11           | Alexandra Zaretski / Roman Zaretski                | Izrael         | 148.05       | 12 | 11 | 12 |
| 12           | Ekaterina Rubleva / Ivan Shefer                    | Rusko          | 147.81       | 11 | 13 | 10 |
| 13           | Alla Beknazarova / Vladimir Zuev                   | Ukrajina       | 138.25       | 13 | 14 | 15 |
| 14           | Anastasia Grebenkina / Vazgen Azrojan              | Arménie        | 136.32       | 15 | 17 | 14 |
| 15           | Grethe Gruenberg / Kristian Rand                   | Estonsko       | 134.53       | 20 | 15 | 13 |
| 16           | Nelli Zhiganshina / Alexander Gazsi                | Německo        | 133.20       | 16 | 16 | 16 |
| 17           | Kamila Hajkova / David Vincour                     | Česko          | 127.15       | 19 | 19 | 17 |
| 18           | Katherine Copely / Deividas Stagniunas             | Litva          | 124.53       | 21 | 20 | 18 |
| 19           | Barbora Silna / Dmitri Matsjuk                     | Rakousko       | 123.56       | 17 | 18 | 23 |
| 20           | Zsuzsanna Nagy / Gyorgy Elek                       | Maďarsko       | 120.23       | 23 | 21 | 20 |
| 21           | Joanna Budner / Jan Moscicki                       | Polsko         | 119.20       | 22 | 22 | 21 |
| 22           | Nora Von Bergen / David Defazio                    | Švýcarsko      | 118.81       | 24 | 23 | 19 |
| 23           | Phillipa Towler-Green / Phillip Poole              | Velká Británie | 116.06       | 18 | 24 | 22 |
| WD           | Nora Hoffmann / Attila Elek                        | Maďarsko       | 81.47        | 7  | 7  |    |
| Nepostoupili |                                                    |                |              |    |    |    |
| 25           | Nicolette Amie House / Aidas Reklys                | Litva          | 49.63        | 25 | 25 |    |
| 26           | Christa-Elizabeth Goulakos / Eric Neumann-Aubichon | Řecko          | 44.73        | 26 | 26 |    |
| 27           | Evgenia Melnik / Oleg Krupen                       | Bělorusko      | 39.54        | 27 | 27 |    |

### Ženy
| *            | Sportovec            | Stát           | Body celkem | SP | FS |
| ------------ | -------------------- | -------------- | ----------- | -- | -- |
| 1            | Carolina Kostnerová  | Itálie         | 174.79      | 2  | 1  |
| 2            | Sarah Meierová       | Švýcarsko      | 171.28      | 1  | 2  |
| 3            | Kiira Korpiová       | Finsko         | 151.19      | 5  | 4  |
| 4            | Susanna Pöykiö       | Finsko         | 146.02      | 7  | 5  |
| 5            | Valentina Marchei    | Itálie         | 144.28      | 12 | 3  |
| 6            | Alisa Drei           | Finsko         | 141.90      | 9  | 6  |
| 7            | Elena Sokolova       | Rusko          | 139.71      | 8  | 7  |
| 8            | Elene Gedevanishvili | Gruzie         | 137.32      | 3  | 9  |
| 9            | Júlia Sebestyén      | Maďarsko       | 136.05      | 4  | 10 |
| 10           | Tuğba Karademir      | Turecko        | 131.00      | 13 | 8  |
| 11           | Alexandra Ievleva    | Rusko          | 126.99      | 6  | 14 |
| 12           | Elena Glebova        | Estonsko       | 126.80      | 10 | 12 |
| 13           | Tamar Katz           | Izrael         | 126.09      | 11 | 13 |
| 14           | Lina Johansson       | Švédsko        | 120.64      | 15 | 15 |
| 15           | Jenna McCorkell      | Velká Británie | 120.47      | 20 | 11 |
| 16           | Idora Hegel          | Chorvatsko     | 119.96      | 14 | 16 |
| 17           | Anne Sophie Calvez   | Francie        | 116.96      | 16 | 17 |
| 18           | Viktoria Pavuk       | Maďarsko       | 110.98      | 21 | 18 |
| 19           | Kristin Wieczorek    | Německo        | 110.20      | 23 | 19 |
| 20           | Christiane Berger    | Německo        | 109.17      | 17 | 22 |
| 21           | Roxana Luca          | Rumunsko       | 108.34      | 22 | 21 |
| 22           | Anna Jurkiewicz      | Polsko         | 107.31      | 24 | 20 |
| 23           | Radka Bartova        | Slovensko      | 105.12      | 19 | 23 |
| 24           | Irina Movchan        | Ukrajina       | 124.90      | 18 | 24 |
| Nepostoupili |                      |                |             |    |    |
| 25           | Alper Ucar           | Turecko        | 42.16       | 25 |    |
| 26           | Michael Chrolenko    | Norsko         | 42.13       | 26 |    |
| 27           | Manuel Koll          | Rakousko       | 42.00       | 27 |    |
| 28           | Javier Fernández     | Španělsko      | 41.73       | 28 |    |
| 29           | Adrian Matei         | Rumunsko       | 41.38       | 29 |    |
| 30           | Naiden Borichev      | Bulharsko      | 40.48       | 30 |    |
| 31           | Ivan Blagov          | Ázerbájdžán    | 39.46       | 31 |    |
| 32           | Zoltán Kelemen       | Rumunsko       | 32.70       | 32 |    |

## Účastníci
| Stát           | Muži                                          | Ženy                                             | Sportovní dvojice                                                                               | Taneční páry                                                                                     |
| Andorra        |                                               | Melissandre Fuentesová                           |                                                                                                 |                                                                                                  |
| Arménie        |                                               |                                                  |                                                                                                 | Anastasia Grebenkina / Vazgen Azrojan                                                            |
| Ázerbájdžán    | Ivan Blagov                                   | Kristina Shlobina                                | Ekaterina Sosinova / Fedor Sokolov                                                              | Kristin Fraser / Igor Lukanin                                                                    |
| Belgie         | Kevin Van Der Perren                          | Isabelle Pieman                                  |                                                                                                 |                                                                                                  |
| Bělorusko      | Sergei Davydov                                | Julia Sheremet                                   |                                                                                                 | Evgenia Melnik / Oleg Krupen                                                                     |
| Bulharsko      | Naiden Borichev                               | Sonia Radeva                                     |                                                                                                 | Albena Denkova / Maxim Staviski                                                                  |
| Česko          | Pavel Kaska Tomas Verner                      | Ivana Hudziecova                                 |                                                                                                 | Kamila Hajkova / David Vincour                                                                   |
| Estonsko       |                                               | Elena Glebova                                    | Diana Rennik / Aleksei Saks                                                                     | Grethe Grünberg / Kristian Rand                                                                  |
| Finsko         | Ari-Pekka Nurmenkari                          | Alisa Drei Kiira Korpiová Susanna Pöykiö         |                                                                                                 |                                                                                                  |
| Francie        | Brian Joubert Yannick Ponsero Alban Preaubert | Anne Sophie Calvez                               | Adeline Canac / Maxima Coia Marylin Pla / Yannick Bonheur                                       | Isabelle Delobel / Olivier Schoenfelder Pernelle Carron / Mathieu Jost                           |
| Gruzie         |                                               | Elene Gedevanishvili                             |                                                                                                 |                                                                                                  |
| Chorvatsko     | Boris Martinec                                | Idora Hegel                                      |                                                                                                 |                                                                                                  |
| Itálie         | Karel Zelenka                                 | Carolina Kostnerová Valentina Marchei            | Laura Magitteri / Ondřej Hotárek                                                                | Anna Cappellini / Luca Lanotte Federica Faiella / Massimo Scali                                  |
| Izrael         | Sergei Kotov                                  | Tamar Katz                                       |                                                                                                 | Alexandra Zaretski / Roman Zaretski                                                              |
| Litva          |                                               | Rūta Gajauskaitė                                 |                                                                                                 | Katherine Copely / Deividas Stagniunas Nicolette Amie House / Aidas Reklys                       |
| Lotyšsko       |                                               | Julia Teplih                                     |                                                                                                 |                                                                                                  |
| Maďarsko       |                                               | Viktoria Pavuk Julia Sebestyen                   |                                                                                                 | Nora Hoffmann / Attila Elek Zsuzsanna Nagy/ György Elek                                          |
| Monako         |                                               | Merovee Ehprem                                   |                                                                                                 |                                                                                                  |
| Německo        | Stefan Lindemann Philipp Tischendorf          | Christiane Berger Kristin Wieczorek              | Rebecca Handke / Daniel Wende Aliona Savchenko / Robin Szolkowy Mari Vartmann / Florian Just    | Nailya Zhiganshina / Alexander Gazsi                                                             |
| Nizozemsko     |                                               | Karen Venhuizen                                  |                                                                                                 |                                                                                                  |
| Norsko         | Michael Chrolenko                             |                                                  |                                                                                                 |                                                                                                  |
| Polsko (host)  | Przemyslaw Domanski                           | Anna Jurkiewicz                                  | Dominika Piatkowska / Dmitri Khromin Dorota Siudek / Mariusz Siudek                             | Joanna Budner / Jan Moscicki                                                                     |
| Rakousko       | Manuel Koll                                   | Kathrin Freudelsperger                           |                                                                                                 | Barbora Silna / Dmitri Matsjuk                                                                   |
| Rumunsko       | Zoltan Kelemen Adrian Matei                   | Roxana Luca                                      |                                                                                                 |                                                                                                  |
| Rusko          | Sergei Dobrin Andrei Griazev Andrei Lutai     | Ksenia Doronina Alexandra Ievleva Elena Sokolova | Elena Efaieva / Alexei Menshikov Julia Obertas / Sergei Slavnov Maria Petrova / Alexei Tikhonov | Oksana Domnina / Maxim Shabalin Jana Khokhlova / Sergei Novitski Ekaterina Rubleva / Ivan Shefer |
| Řecko          |                                               | Maria-Elena Papasotiriou                         |                                                                                                 | Christa-Elizabeth Goulakos / Eric Neumann-Aubichon                                               |
| Slovensko      | Igor Macypura                                 | Radka Bartova                                    |                                                                                                 |                                                                                                  |
| Slovinsko      | Gregor Urbas                                  | Teodora Postic                                   |                                                                                                 |                                                                                                  |
| Srbsko         |                                               | Ksenia Jastsenjski                               |                                                                                                 |                                                                                                  |
| Španělsko      | Javier Fernández                              |                                                  |                                                                                                 |                                                                                                  |
| Švédsko        | Kristoffer Berntsson                          | Lina Johansson                                   |                                                                                                 |                                                                                                  |
| Švýcarsko      | Jamal Othman Moris Pfeifhofer                 | Sarah Meier                                      |                                                                                                 | Nora Von Bergen / David Defazio                                                                  |
| Turecko        | Alper Ucar                                    | Tugba Karademir                                  |                                                                                                 |                                                                                                  |
| Velká Británie | John Hamer                                    | Jenna McCorkell                                  | Stacey Kemp / David King                                                                        | Sinead Kerr / John Kerr Phillipa Towler-Green/ Phillip Poole                                     |
| Ukrajina       | Anton Kovalevski                              | Irina Movchan                                    | Tatiana Volosozhar / Stanislav Morozov                                                          | Alla Beknazarova / Vladimir Zuev Anna Zadorozhniuk / Sergei Verbillo                             |